# Llanura de Nullarbor

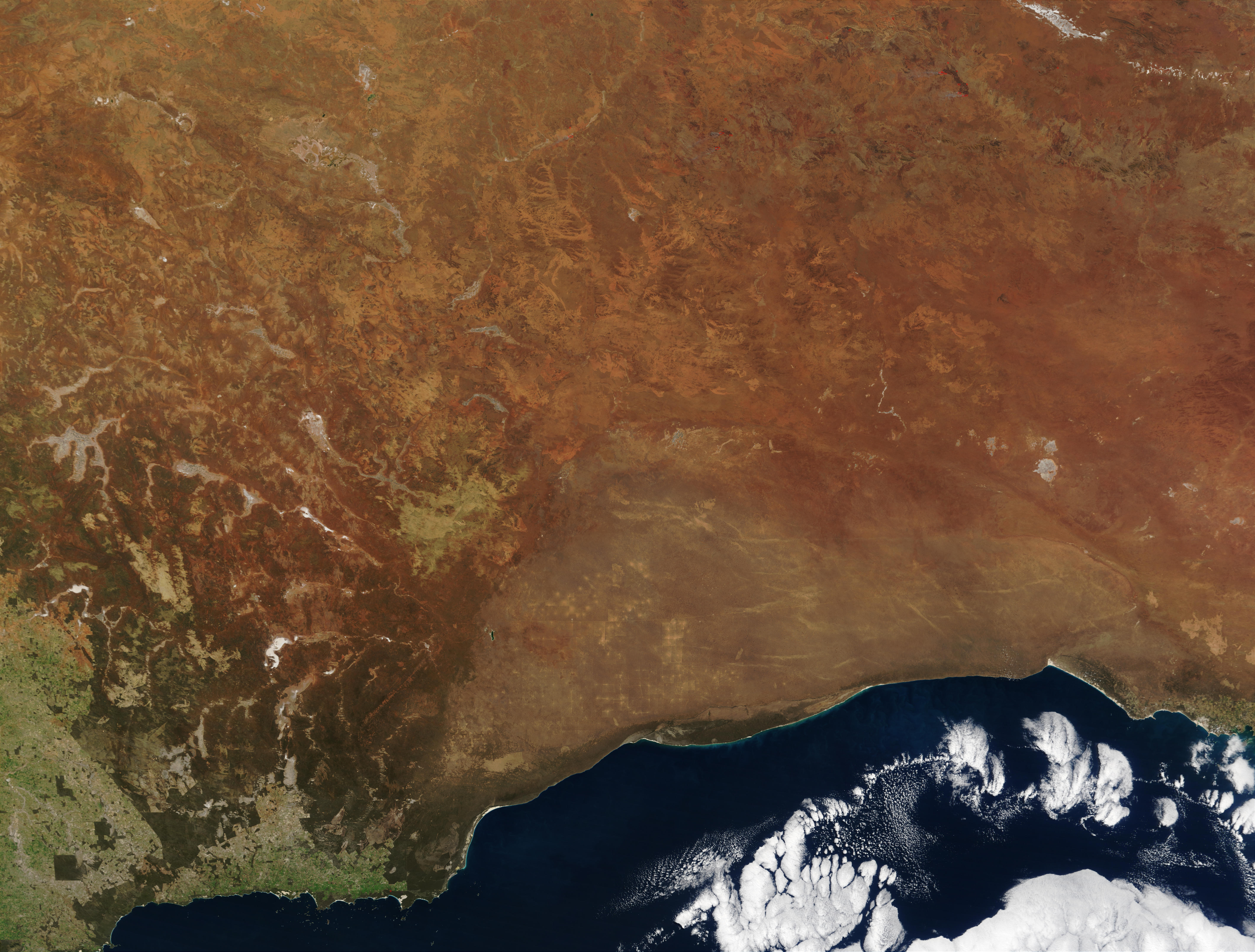
NASA - Visible Earth, Nullarbor. La verdadera Nullarbor es la zona semicircular de color tostado pálido adyacente a la costa. Reconocimiento a Jacques Descloitres. Imagen adquirida por el satélite Terra el 19 de agosto de 2002.

La llanura de Nullarbor o desierto de Nullarbor es parte de la zona de terrenos llanos, casi pelados, áridos o semiáridos inmediatamente al norte de la Gran Bahía Australiana. La palabra Nullarbor deriva del latín nullus, «no», y arbor, «árbol», y se pronuncia /ˈnʌlɚbɔr/ NUL-ər-bor en inglés. Es el pedazo de caliza más grande del mundo, y ocupa una superficie de unos 200 000 km². En su punto más ancho, se extiende unos 1200 km de este a oeste entre Australia Meridional y Australia Occidental.